# 金柑樹山
金柑樹山，舊作金甘樹山，是臺灣南投縣竹山鎮大鞍里與信義鄉自強村交界處，杉林溪森林生態渡假園區東側的一座山丘，海拔2086公尺，名列溪頭四姝之第二，2006年入選臺灣小百岳。山頂林木蓊翳無展望，立有三等三角點4202號基石，基石後方開闊樹林旁有一處崩壁，可眺望玉山山脈群峰，故此山又稱崩壁頭山。山脊往西北方連接嶺頭山、三叉崙山等山，往南連接五叉崙山、烏松坑山等山，構成陳有蘭溪支流坪瀨溪與清水溪支流加走寮溪的分水嶺，也是日治初期內樹皮、勞水坑一帶的番界，今有行山徑連接此稜線上的各山。